# Pocisk kulkowy

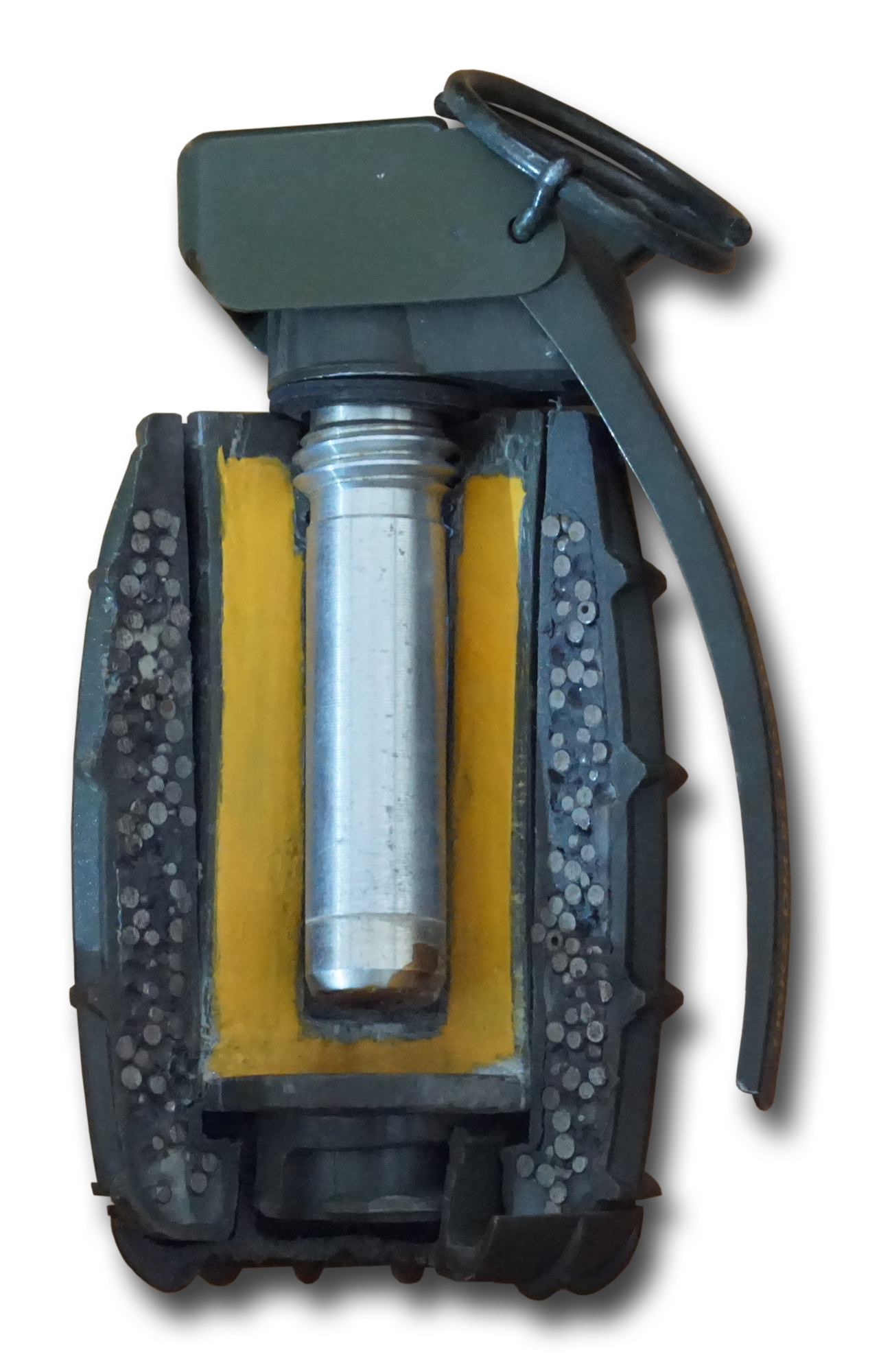
Uniwersalny granat odłamkowy DM 51 z prefabrykowanymi odłamkami zatopionymi w nakładce odłamkowej

Pocisk kulkowy – odmiana pocisku odłamkowego.

## Charakterystyka
W pocisku kulkowym funkcję odłamków pełnią metalowe kulki zatopione w wykonanej ze stopu metalowego lub tworzywa sztucznego skorupie. Wybuch materiału wybuchowego rozrywa korpus uwalniając kulki z prędkością rzędu 1000 m/s. Dzięki zastosowaniu prefabrykowanych odłamków zwiększa się ilość odłamków skutecznych uzyskanych z jednostki masy skorupy. Dodatkowo dzięki dobrym właściwościom aerodynamicznym kulistych odłamków zwiększa się promień rażenia pocisku.